# Bjarki Már Elísson
Bjarki Elisson (Reikjavik, 16 de mayo de 1990) es un jugador de balonmano islandés que juega de extremo izquierdo en el MKB Veszprém de la liga húngara de balonmano y en la selección de balonmano de Islandia, con la que debutó en 2012.

## Palmarés

### Füchse Berlin
- Mundialito de clubes (1): 2016
- Copa EHF (1): 2018

### TBV Lemgo
- Copa de Alemania de balonmano (1): 2020

### Veszprém
- Liga húngara de balonmano (2): 2023, 2024
- Copa de Hungría de balonmano (2): 2023, 2024
- Campeonato Mundial de Clubes de Balonmano (1): 2024

## Clubes
- HK Kópavogur ( -2013)
- ThSV Eisenach (2013-2015)
- Füchse Berlin (2015-2019)
- TBV Lemgo (2019-2022)
- MKB Veszprém (2022- )